# Матија Вердник
Матија Вердник — Томаж (Словенски Јаворник, код Јасеница, 16. септембар 1916 — Бистрица, 1. фебруар 1944) учесник Народноослободилачке борбе и народни херој Југославије.

## Биографија
Његов отац радио је у Железари Јесенице, тако да је и Матија изучио металостругарски занат. Још као млад се придружио напредном радничком покрету. Већ у шеснаестој години живота постао је члан Савеза комунистичке омладине Југославије, а 1937. године члан Комунистичке партије Југославије.
Почетком 1941. године био је интерниран у логор политичких затвореника у Ивањици. Након окупације се враћа у Јесенице и наставља своје политичке активности као руководилац скојевске организације. У јулу 1941. године је присуствовао састанку водећих партиских функционера, где је донета одлука о устанку на Горењској. Матија је остао у Железари са задатком да сакупља оружје и да пошаље раднике у партизанске јединице. Немци су осетили његово присуство у Железари и на све начине су покушавали да га ухвате. Под хитно је морао да се склони у Корушку. Међутим, ту је завршио ухапшен. Није било доказа, тако да је привремено пуштен.
Већ у децембру он одлази у партизане и ускоро постаје политички комесар Грегорчичевог батаљона. Половином 1942. одлази са партизанским партолама у Корушку, шири идеје о устанку и оснива одборе Освободилне фронте. У септембру исте године почиње стално да ради у Корушкој и постаје секретар Окружног комитета Партије за Лож. Редовно је одржавао везе са антифашистима у Аустрији. Ускоро сам одлази у Целовац и тамо организује отпор против немачког фашизма.
Децембра 1943. године прелази Драву у близини Целовца и под веома тешким околностима фашиста и њиховог терора организује покрет отпора међу Корушким Словенцима. Иако је било веома тешко одржавати везе са Главним штабом, захваљујући Матији Верднику НОП се веома брзо ширио и јачао отпор у целој Корушкој области. У јануару 1944. фашисти су открили склониште Обласног комитета комунистичкие партије Словеније за Корушку. Водила се велика битка у којој је Матија задобио тешке повреде и ране, којима је на крају подлегао.
За народног хероја проглашен је 20. децембра 1951.